# Генрі Мартін Джексон
Генрі Мартін Джексон, на прізвисько «Скуп» (англ. Henry Martin («Scoop») Jackson; нар. 31 травня 1912, Еверетт — пом. 1 вересня 1983, там само) — видатний американський політик і законодавець. Беззмінний конгресмен і сенатор від штату Вашингтон з 1941 року. Кандидат в президенти від Демократичної партії в 1972 і 1976 роках.
Зробив великий вплив на ідеологію неоконсерватизму. Співавтор відомої поправки Джексона-Вейніка.

## Біографія
Вчився у Стенфордському університеті. Закінчив Школу права Університету Вашингтона в Сіетлі (1935). Працював адвокатом у Сногоміші з 1938 до 1940.
У січні 1941 року вперше обраний до Палати представників. З 1952 — член Сенату США. Був головою Національного комітету Демократичної партії з 1960 до 1961.
Джексон був пресвітеріанином. Його могила знаходиться у рідному місті.